# Лаурінас Кащюнас
Лаурінас Кащю́нас (лит. Laurynas Kasčiūnas; нар. 8 січня 1982, Вільнюс) — міністр оборони Литви. Кавалер ордена князя Ярослава Мудрого ІІІ ступеня (Україна). Також литовський політичний діяч та політолог. Депутат Сейму Литовської Республіки від партії консерваторів «Союз Вітчизни — Литовські християнські демократи», голова Комітету Сейму з питань національної безпеки і оборони.
Радник з питань зовнішньої політики голови Сейму (2009–2012), директор Центру східноєвропейських досліджень (2012-2016), член «Центру свободи Рональда Рейгана» та організації «Молоді Християнські Демократи». Кандидат політичних наук.

## Життєпис

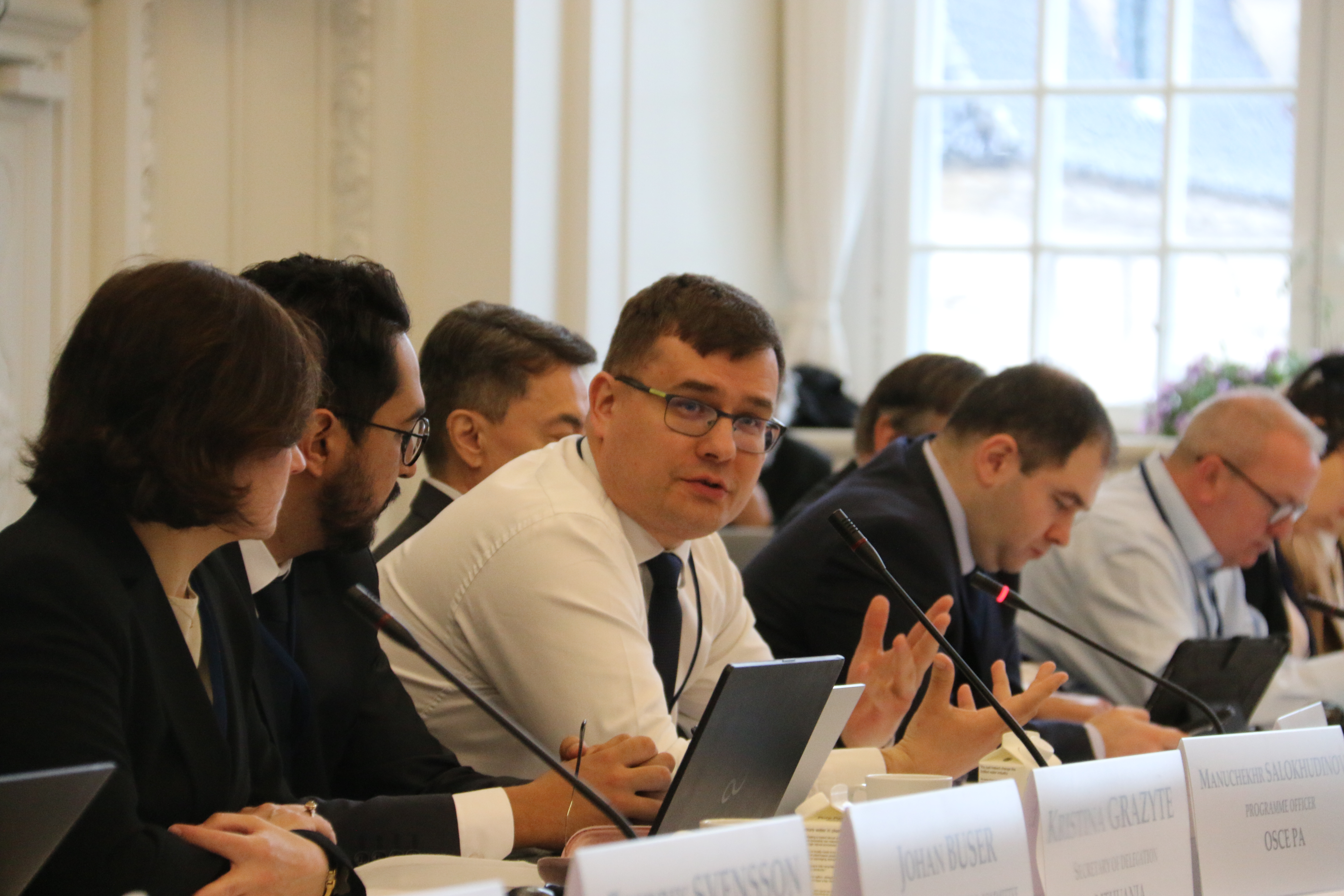
Лаурінас Кащюнас на засіданні ОБСЄ 24 квітня 2023 року в Копенгагені

Народився 8 січня 1982 року у Вільнюсі. Закінчив Вільнюську середню школу «Ažuolyno» у 2000 році та Інститут міжнародних відносин та політичних наук Вільнюського університету в 2006 році. У 2004 році отримав ступінь бакалавра політології, 2006 року — ступінь магістра політології, 2012 році захистив дисертацію «Вплив внутрішньої інтеграції ЄС на зовнішню європеїзацію: приклади України та Росії» (лит. ES vidinės integracijos poveikis išorinei europeizacijai: Ukrainos ir Rusijos atvejų analizė) та отримав ступінь доктора політичних наук. Володіє литовською, англійською, російською та німецькою мовами.
2003 року вступив до Національно-демократичної партії Литви, був заступником голови партії Міндауґаса Ґервалдаса. 
У 2004-2016 роки проводив аналітичну роботу в різних дослідницьких центрах. 
Був редактором розділу ЄС і НАТО литовського часопису «Veidas» у 2007 році. 
У 2007-2016 роках викладач Інституту міжнародних відносин і політичних наук Вільнюського університету.
З 2009 по 2012 рік — радник з питань зовнішньої політики Голови Сейму Іряни Дяґутєнє. 
У 2012-2016 роках директор Центру східноєвропейських досліджень. 
23 жовтня 2016 року обраний до Сейму Литовської Республіки від партії консерваторів «Союз Вітчизни — Литовські християнські демократи».
У 2018 роі був серед ініціаторів створення «Групи друзів українського Криму» та заборони використання георгіївської стрічки
25 жовтня 2020 року знову обраний до Сейму Литовської Республіки.

## Особисте життя
Лаурінас Кащюнас одружений, з дружиною Монікою виховують чотирьох дітей: Мантаса, Ґерду, Лієпу та Раполаса.

## Нагороди
- Орден князя Ярослава Мудрого III ст. (4 вересня 2023) — за вагомий особистий внесок у зміцнення міждержавного співробітництва, підтримку державного суверенітету та територіальної цілісності України, популяризацію Української держави у світі[12].